# Miraflores (Panamá)
Miraflores é um dos três bloqueios ou comportas no Canal do Panamá.
Em 2005, o principal horário estava em vigor para o trânsito de navios através do canal, das 06:00 e às 15:15, os navios viajavam a partir do Oceano Pacífico em direção ao Oceano Atlântico. A partir das 15:45 e até às 23:00, em sentido contrário. Para entrar no Canal do Pacífico, Miraflores é o mais próximo da Cidade do Panamá.
O Miraflores Centro de Visitantes, cobre uma área de 18.000 metros quadrados de obras. Em seus modelos, mecânicos e objetos. O Canal do Panamá é um dos maiores projetos de engenharia de todos os tempos, e do mundo. Para construir, eles tiveram que ser removidos mais de 180 milhões de metros cúbicos de terra. No caminho, cerca de 80 km, o navio deve passar por três conjuntos de eclusas (Miraflores, Pedro Miguel e Lago Gatun) que funcionam como elevadores de água.

## O Miraflores Locks
No Cerro Ancón, com seus 199 metros acima do nível do mar é o ponto mais alto da cidade. Tem vista privilegiada da Cidade do Panamá e Miraflores. Com uma área de 80 km, o Canal do Panamá é um dos de engenharia mais importantes obras em todo o mundo. As eclusas (Miraflores, Pedro Miguel e Lago Gatun) e tem 25 metros de altura, que servem como elevadores permitindo que navios subam devido à diferença de altura entre os oceanos Pacífico e Atlântico.

## Galeria
- The locks in operation

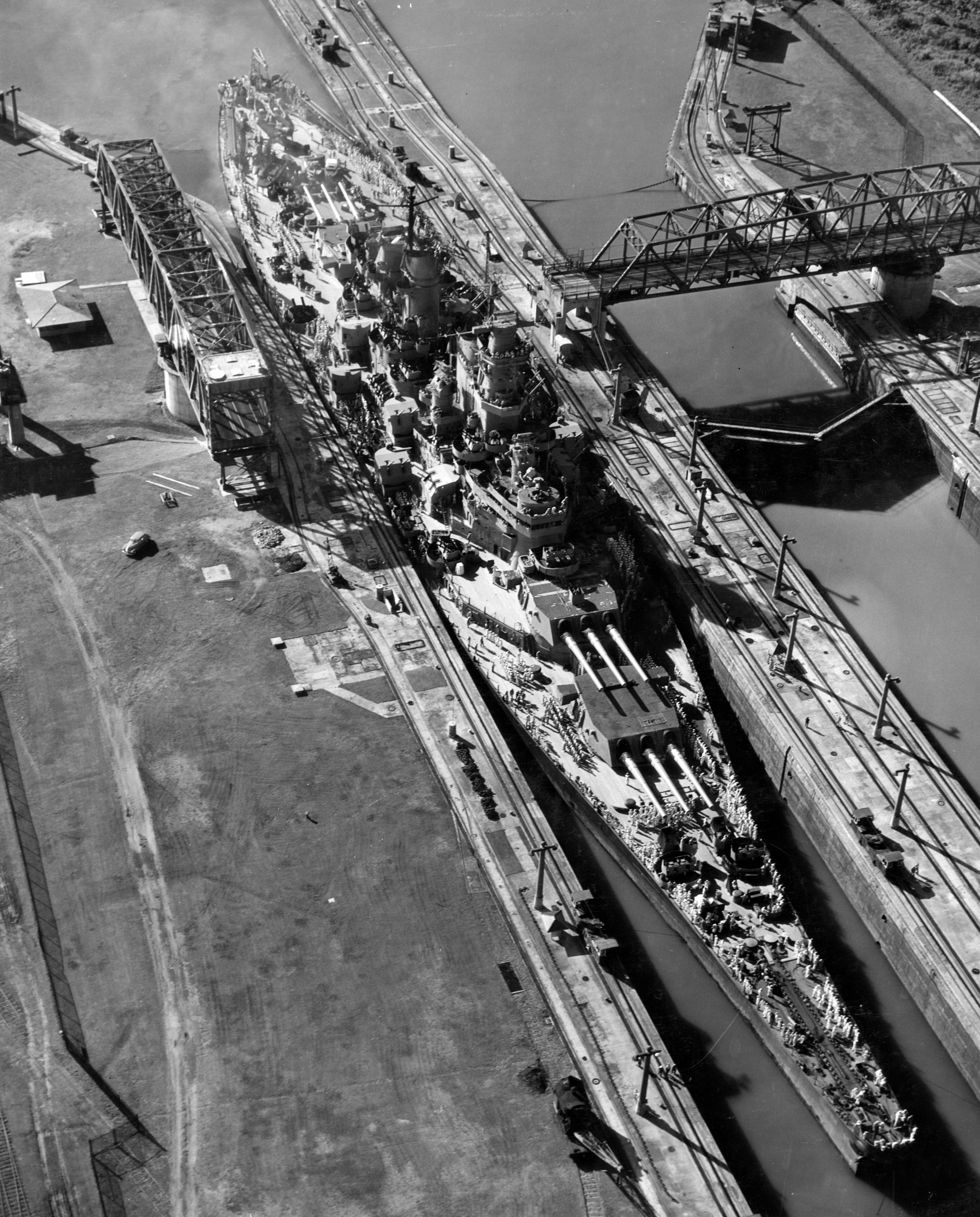
USS Missouri passing through the Miraflores locks in 1945
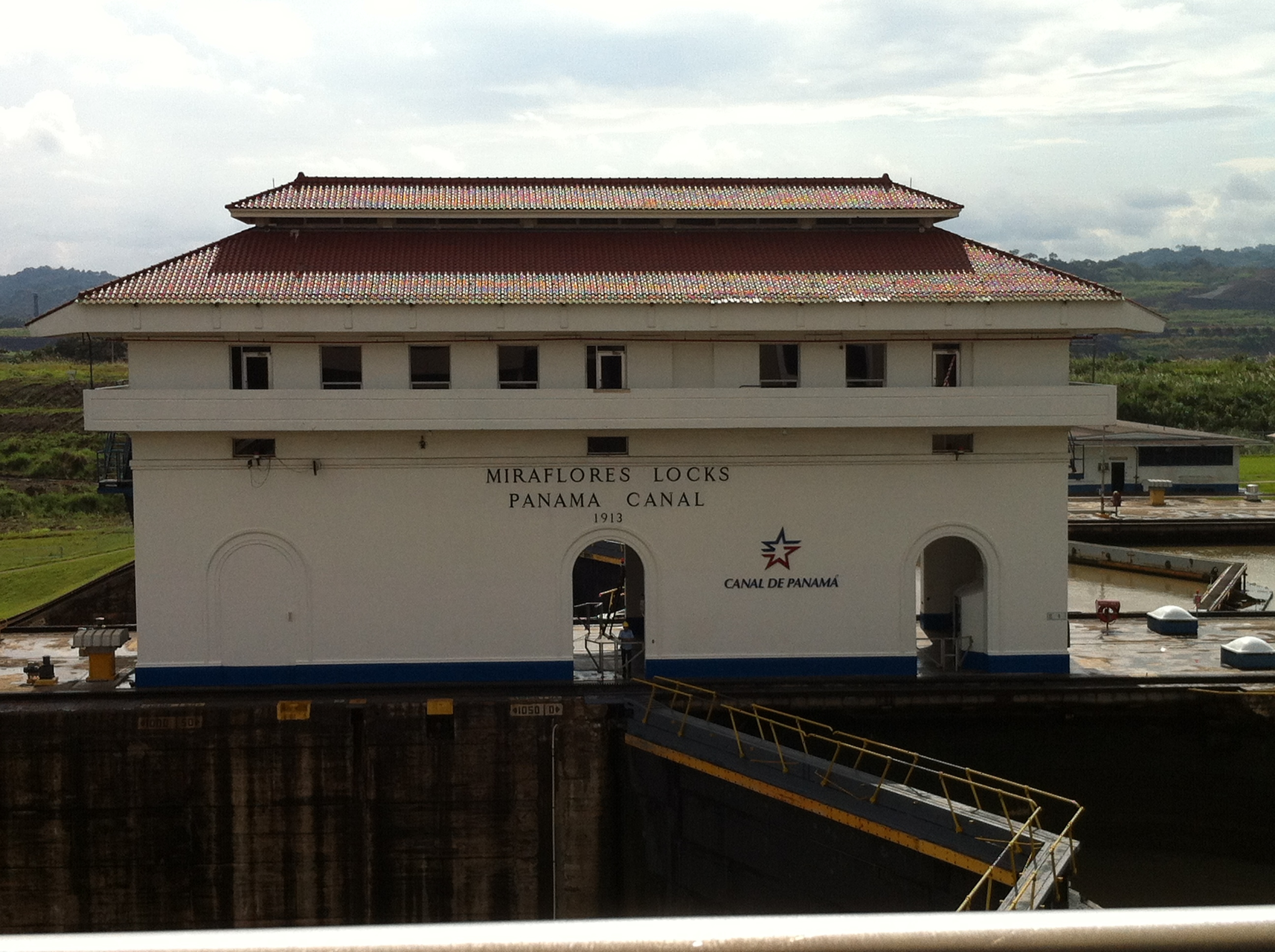
Main building of the Miraflores locks
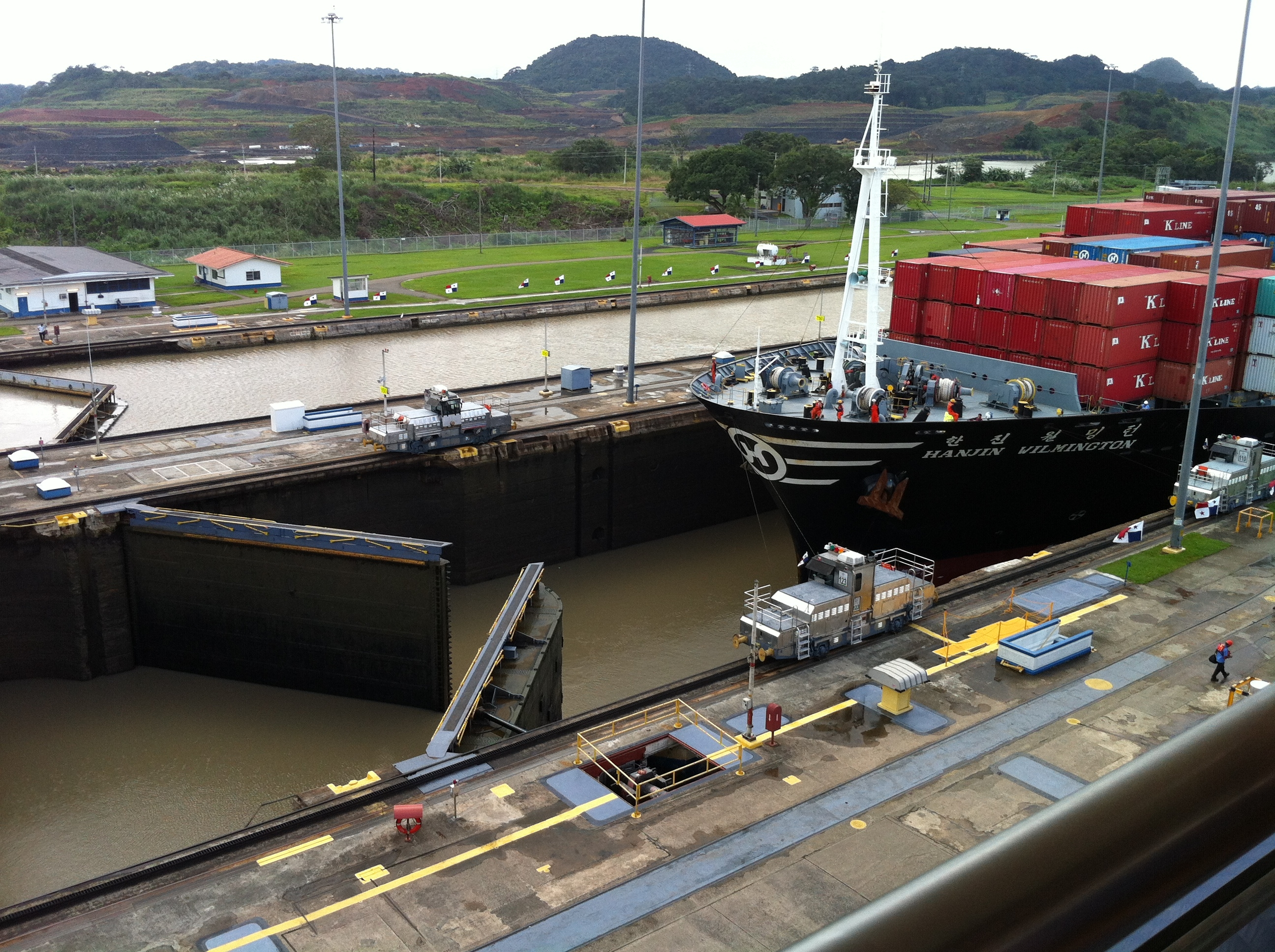
The Hanjin Wilmington in transit through the Miraflores locks toward the Pacific Ocean